# Ancien pont du Petit Belt
L'ancien pont du Petit Belt (Lillebæltsbroen) est l'un des deux ponts qui traversent le détroit du Petit Belt (Lillebælt).

## Caractéristiques
C'est un pont en treillis de 1 178 m de long, 33 m de haut et 20,5 m de large. Sa portée principale est de 220 m.
Il supporte une route à double sens et une voie ferrée à deux voies électrifiée en 25 000 volts. Il a été doublé en 1970 par le nouveau pont du Petit Belt exclusivement routier.
Sa construction a débuté en 1929 et il a été ouvert au trafic le 14 mai 1935.

## Traduction
- (en) Cet article est partiellement ou en totalité issu de l’article de Wikipédia en anglais intitulé « Little Belt Bridge » (voir la liste des auteurs).